# Battaglia del Mar dei Coralli
La battaglia del Mar dei Coralli è stata una grande battaglia navale tra le marine statunitense e australiana da una parte e quella giapponese dall'altra, avvenuta tra il 4 e l'8 maggio 1942. Fu il primo grosso scontro della seconda guerra mondiale tra portaerei e una delle battaglie più importanti della guerra del Pacifico. Fu anche la prima battaglia navale a svolgersi a lunga distanza: nessuna delle navi delle due flotte di superficie avvistò l'altra, né fu scambiato un solo colpo di cannone tra unità di superficie.

## Situazione strategica
Verso la metà del 1942, l'Impero giapponese occupava l'intera metà occidentale dell'Oceano Pacifico, oltre alla Birmania e alla Cina settentrionale. L'espansione nel sud-est asiatico era stata fulminea, e fu presa in esame, prima del previsto, la possibilità di assaltare direttamente l'Australia, un obiettivo ambizioso, ma che da sempre aveva affascinato i capi militari nipponici, in particolare quelli della marina.
La decisione fu sostenuta anche dall'ammiraglio Isoroku Yamamoto, che anzi consigliò di effettuare al più presto la nuova spinta per usufruire del vantaggio strategico giapponese, dell'alto morale delle forze armate e della costernazione e scoramento che ancora regnavano in campo alleato. Era però necessario, prima di attaccare il continente australe, mettere fuori causa la base alleata di Port Moresby. L'intera operazione si basò perciò su questo obiettivo.

## Il piano giapponese
Al fine di distruggere la scomoda base alleata in Nuova Guinea, i giapponesi applicarono l'operazione Mo, già elaborata dal 1938 e composta di quattro fasi:
- la città sarebbe stata attaccata dalla 6ª Squadriglia cacciatorpediniere, scorta di 11 navi trasporto e alcuni dragamine, al comando del contrammiraglio Sadamichi Kajioka; la flotta di copertura del convoglio avrebbe compreso una portaerei e 4 incrociatori pesanti (contrammiraglio Aritomo Gotō);
- una forza di 7 sommergibili avrebbe effettuato dei pattugliamenti e attaccato gli americani se necessario (capitano di vascello Ishikazi);
- alcuni reparti avrebbero occupato l'isola di Tulagi, dove sarebbe stata allestita una base di idrovolanti al fine di tenere sotto una stretta ricognizione il Mar dei Coralli (contrammiraglio Kiyohide Shima);
- un'unità d'appoggio avrebbe stabilito una seconda base d'idrovolanti nelle Isole Louisiade (contrammiraglio Marushige);
- una flotta gravitante attorno a due portaerei doveva essere riunita per stroncare eventuali reazioni americane (viceammiraglio Takeo Takagi).

Tutte queste forze furono concentrate nelle Salomone e in Nuova Britannia, riunite sotto il comando della 4ª Flotta del viceammiraglio Shigeyoshi Inoue, che disponeva anche delle forze aeree con base a Lae, Salamaua e Rabaul, le quali avrebbero bombardato nei primi giorni di maggio 1942 Port Moresby per agevolare lo sbarco.

## I preparativi degli Alleati
Gli Alleati, informati dall'attiva aviazione australiana, avevano individuato le navi giapponesi riunite nei porti della Nuova Britannia e rilevato un intenso traffico radio nipponico, cosa che confermava i timori secondo i quali il Giappone si preparava ad una nuova offensiva; Nimitz suppose che l'obiettivo di tali forze poteva essere solo Port Moresby, l'unica base alleata che, resistendo alla pressione dell'esercito giapponese, impediva all'Impero del Sol Levante di attaccare direttamente l'Australia.
Il 1º maggio 1942 furono fatte affluire nel settore meridionale del fronte del Pacifico, nel tratto di oceano compreso tra la Nuova Guinea e le isole Salomone, due task force composte da navi statunitensi ed australiane, la TF17 e la TF44, per contrastare il tentativo nipponico di sbarco a Port Moresby nella Nuova Guinea meridionale, previsto per il 10 maggio: esse, al comando rispettivamente del contrammiraglio Frank Fletcher e del contrammiraglio inglese John Crace, riunivano le portaerei Lexington e Yorktown, 7 incrociatori pesanti (gli statunitensi Astoria, Chester, Chicago, Minneapolis, New Orleans, Portland, e l'HMAS Australia) e uno leggero (l'australiano HMAS Hobart), 13 cacciatorpediniere e due petroliere. Tutte queste navi si riunirono vicino all'isola di Espiritu Santo e si rifornirono.

## Primi contatti
Il 2 maggio il gruppo della portaerei Yorktown si diresse solitariamente a ovest, in quanto Fletcher era stato informato di trasporti giapponesi all'ancora davanti a Tulagi: anche se non voleva disperdere le forze l'ammiraglio decise di attaccare, e la mattina del 4 decollarono 46 aerei, seguiti da una seconda ondata di 38 e da una finale di 21 velivoli. Le distruzioni arrecate furono però modeste in confronto al consumo di munizioni, carburante e tempo.
L'ammiraglio giapponese Takeo Takagi, comandante della forza d'urto, sapeva che la flotta americana era vicina grazie all'attacco all'isola, ma non era riuscito ad individuarla con precisione: ciononostante, dopo che le sue navi ebbero terminato il rifornimento, lasciò le Salomone a nord-est e si portò, il giorno 5, sulla sinistra del convoglio d'invasione, per parare eventuali attacchi americani. Durante questa giornata, però, come anche il 6 maggio e la notte del 7, le due squadre avversarie, la Task Force 17 e la forza d'urto di Takagi, non si erano avvistate e le ricognizioni furono quasi tutte infruttuose, a causa delle nuvole basse che coprivano vaste zone di mare. Solo un idrovolante giapponese aveva individuato, poco prima di essere abbattuto, la Yorktown, ma il suo messaggio arrivò a Takagi il giorno dopo, il 7 maggio.

## Lo scontro

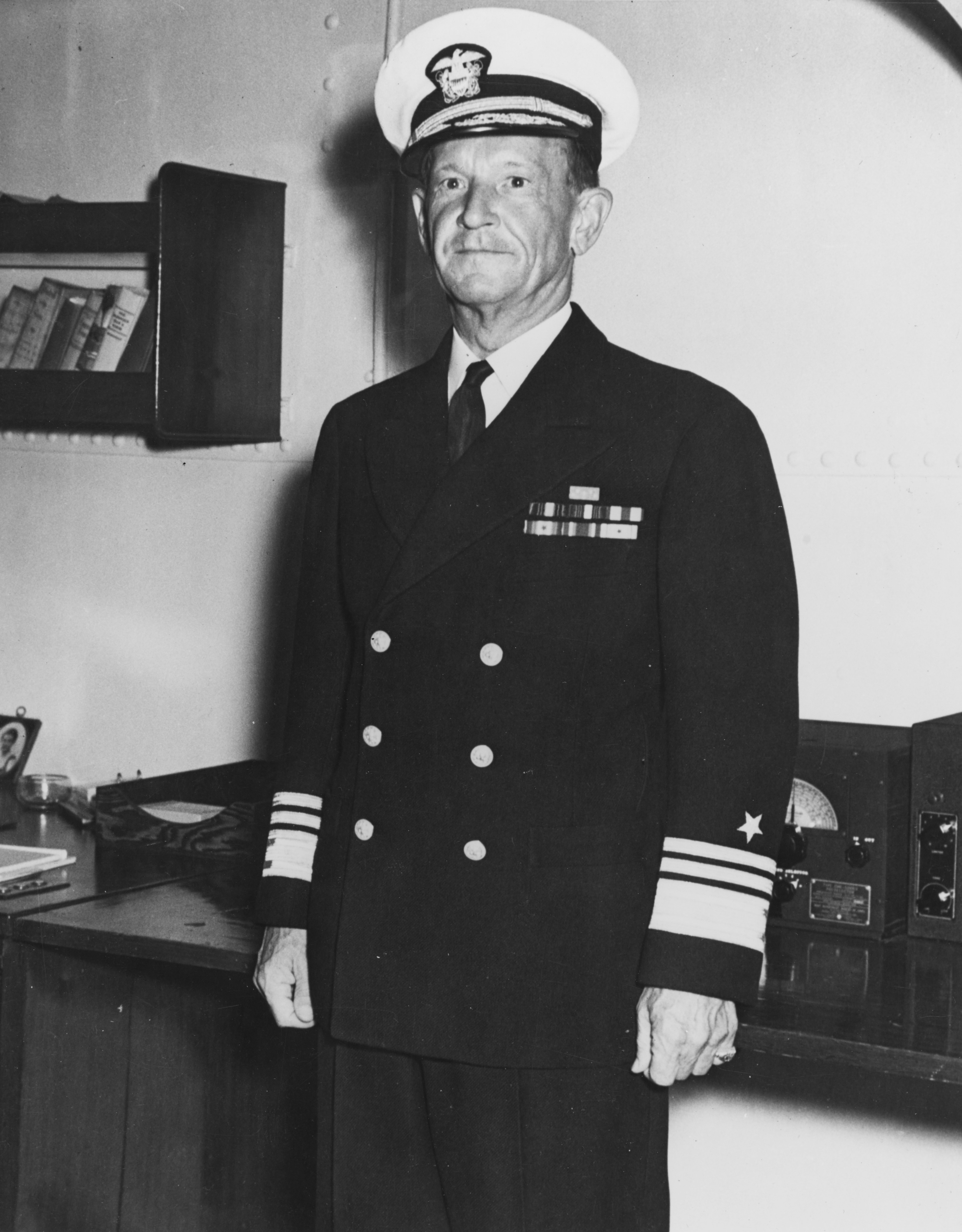
L'ammiraglio Frank Fletcher, comandante della Task Force 17

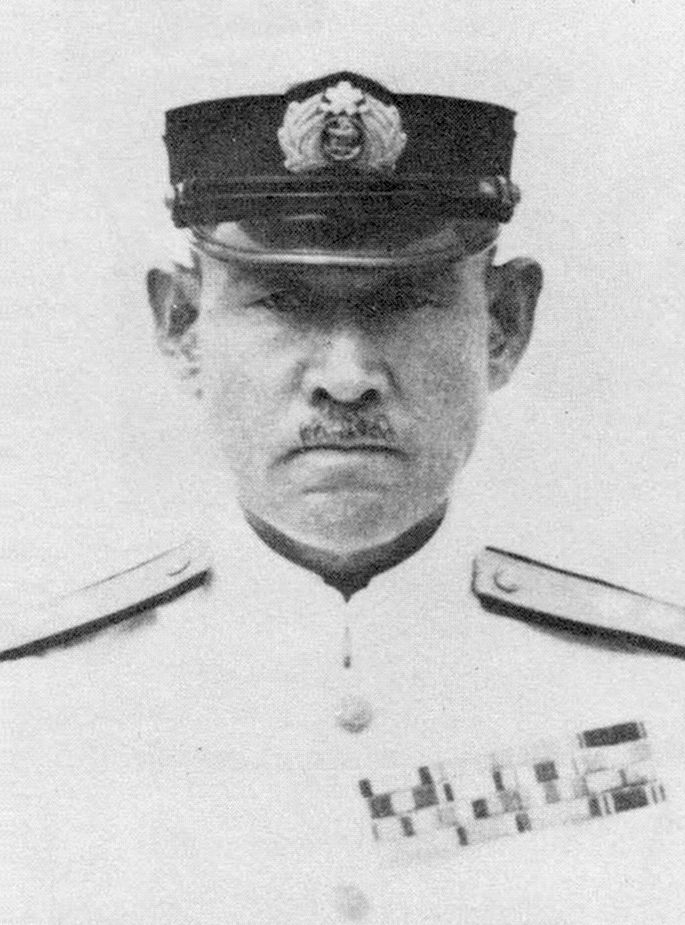
L'ammiraglio Shigeyoshi Inoue, comandante della 4ª Flotta

La mattina del 7 maggio, Fletcher distaccò gli incrociatori australiani di Crace verso Port Moresby per garantirne la difesa: le navi si portarono davanti allo stretto di Jomard e, sebbene fatte segno da tre attacchi aerei, tutti scongiurati, rimasero in quella zona, ritenuta giustamente un punto di passaggio obbligato per i giapponesi. Inoue, a Rabaul, fu informato di questa forza americana, e decise a malincuore di far ritirare il convoglio d'invasione, che non sarebbe potuto passare: Port Moresby era salva, ma gli americani lo seppero molto più tardi. Nel frattempo Takagi, la cui flotta aveva mantenuto la rotta sud, decise di puntare a nord-ovest, ordinando però una serie di ricognizioni nel settore di mare compreso tra Port Moresby e le isole Russell, a nord di Guadalcanal. Finalmente un bombardiere avvistò le navi americane (una portaerei e tre cacciatorpediniere) e Takagi inviò subito all'attacco 68 aerei, ma i velivoli giapponesi affondarono solo la petroliera Neosho e il cacciatorpediniere USS Sims che la scortava: il ricognitore aveva infatti commesso un increscioso errore d'identificazione.
Frattanto Fletcher, che era stato localizzato da ricognitori nemici, scoprì a sua volta una formazione giapponese e ordinò subito di decollare: 93 aerei si diressero verso il punto segnalato, ma Fletcher si accorse, troppo tardi, che le navi avvistate erano la piccola e trascurabile squadra dell'ammiraglio Marushige, il quale doveva occupare le isole Louisiade, e così si privò degli effettivi necessari all'attacco di altri e più importanti bersagli.

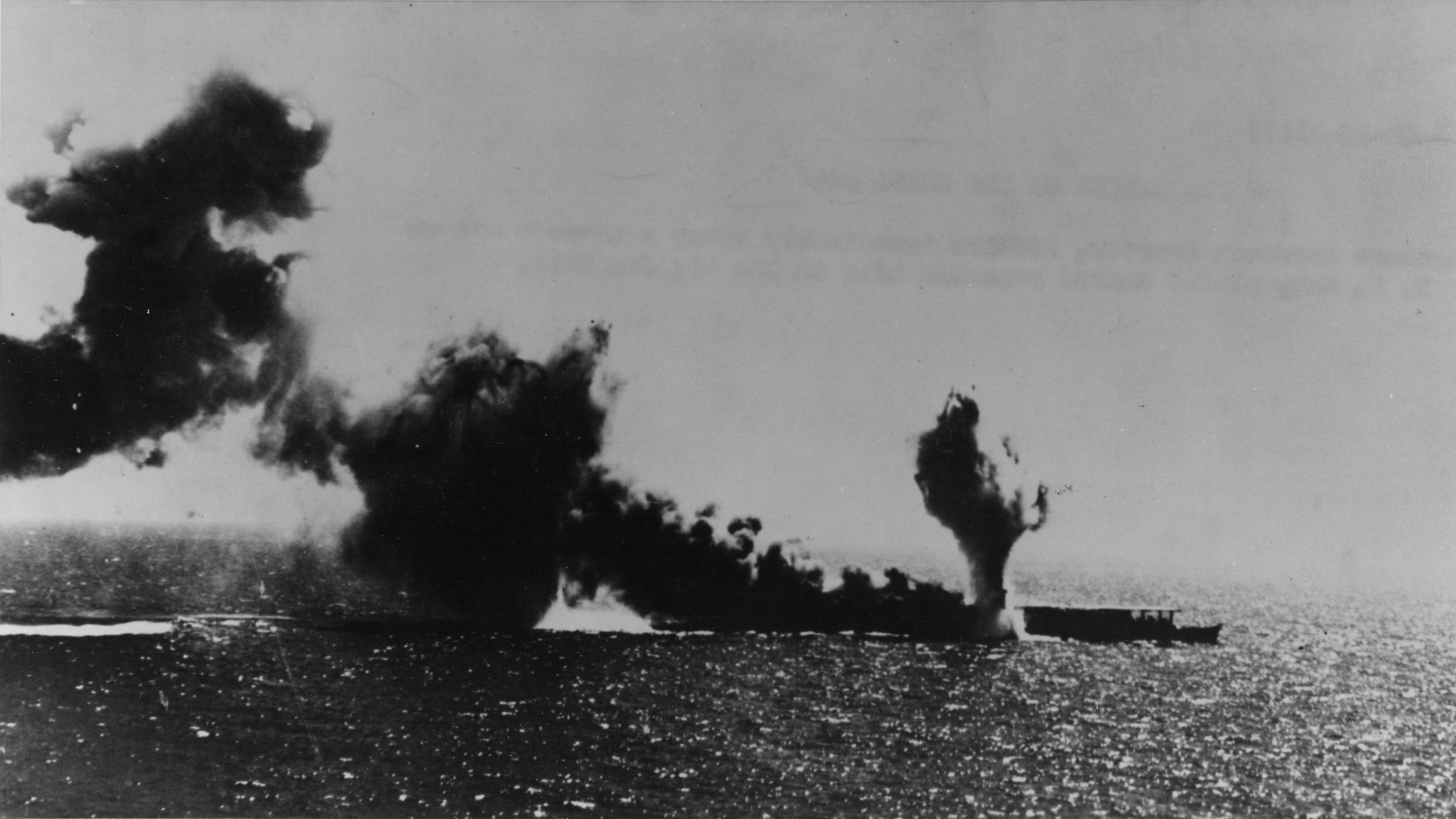
La portaerei leggera Shoho, già fumigante a causa dei precedenti attacchi condotti dai bombardieri, viene colpita da un siluro

Durante il viaggio la formazione aerea incrociò la flotta dell'ammiraglio Gotō, con compiti di copertura, e l'attaccò, affondando la portaerei leggera Shoho. Aerei giapponesi, decollati precedentemente dalle portaerei Shokaku e Zuikaku, non individuarono gli americani e l'appontaggio notturno provocò la perdita di 11 velivoli. Gli americani, grazie al radar, scoprirono le portaerei giapponesi che reimbarcavano i velivoli, ma visto che stava per calare la notte Fletcher decise saggiamente di evitare il combattimento, vista la superiorità nipponica in scontri navali notturni; anche Takagi, conscio della stanchezza degli equipaggi e deluso dagli avvenimenti della giornata preferì mantenere intatte le forze per il giorno successivo, dirigendo a nord, mentre Fletcher puntava a sud-est.
Il giorno dopo, 8 maggio, Takagi fece eseguire delle ricognizioni e in contemporanea fece partire un'ondata di 69 aerei. La flotta statunitense fu scoperta nelle prime ore di mattina in una zona sgombra da nuvole a sud-est e gli aerei vi si diressero. Fletcher ordinò a sua volta delle ricognizioni, ma fu scoperto che i Dauntless non avevano ancora individuato nessuna nave giapponese. Solo un'ora dopo che la flotta americana era stata individuata, i Dauntless di ricognizione segnalarono, erroneamente, la squadra giapponese a 175 miglia a nord-est: Fletcher ordinò di attaccare e 82 velivoli decollarono, ma un secondo ricognitore trasmise l'esatta posizione della flotta nipponica, così solo parte dei gruppi aerei americani attaccò a due riprese la flotta giapponese, danneggiando la portaerei Shokaku.
Frattanto gli aerei giapponesi erano giunti sopra la squadra statunitense ed, eliminati gli F4F della difesa, si gettarono sulle portaerei: la Yorktown incassò una bomba da 800 chili, mentre la Lexington fu colpita da 3 siluri e due bombe, che provocarono gravi danni, 216 morti e impedirono per alcune ore di accogliere gli aerei a bordo. L'equipaggio riuscì comunque a tamponare le falle e a spegnere quasi tutti gli incendi; nel primo pomeriggio però, una grande esplosione scosse Lady Lex, come era affettuosamente chiamata: infatti gas di benzina per aerei si erano diffusi per la nave e si erano incendiati a causa di scintille prodotte dai generatori. La nave, ridotta a un cumulo di ferraglia, fu infine affondata da un cacciatorpediniere.
La battaglia era ormai terminata: in campo giapponese, Takagi ritenne di aver affondato due portaerei, notizia che trasmise al Quartier generale imperiale; l'ammiraglio Yamamoto gli ordinò di finire la flotta americana, ma il 9 e il 10 maggio le ricerche delle navi nipponiche furono vane. Il giorno dopo Inoue venne a sapere di una terza flotta americana che stava convergendo nel settore e ordinò la ritirata di tutti i gruppi navali. Dal canto suo Fletcher non inseguì le flotte giapponesi ma si ritirò dirigendosi verso Pearl Harbor.

## Esito

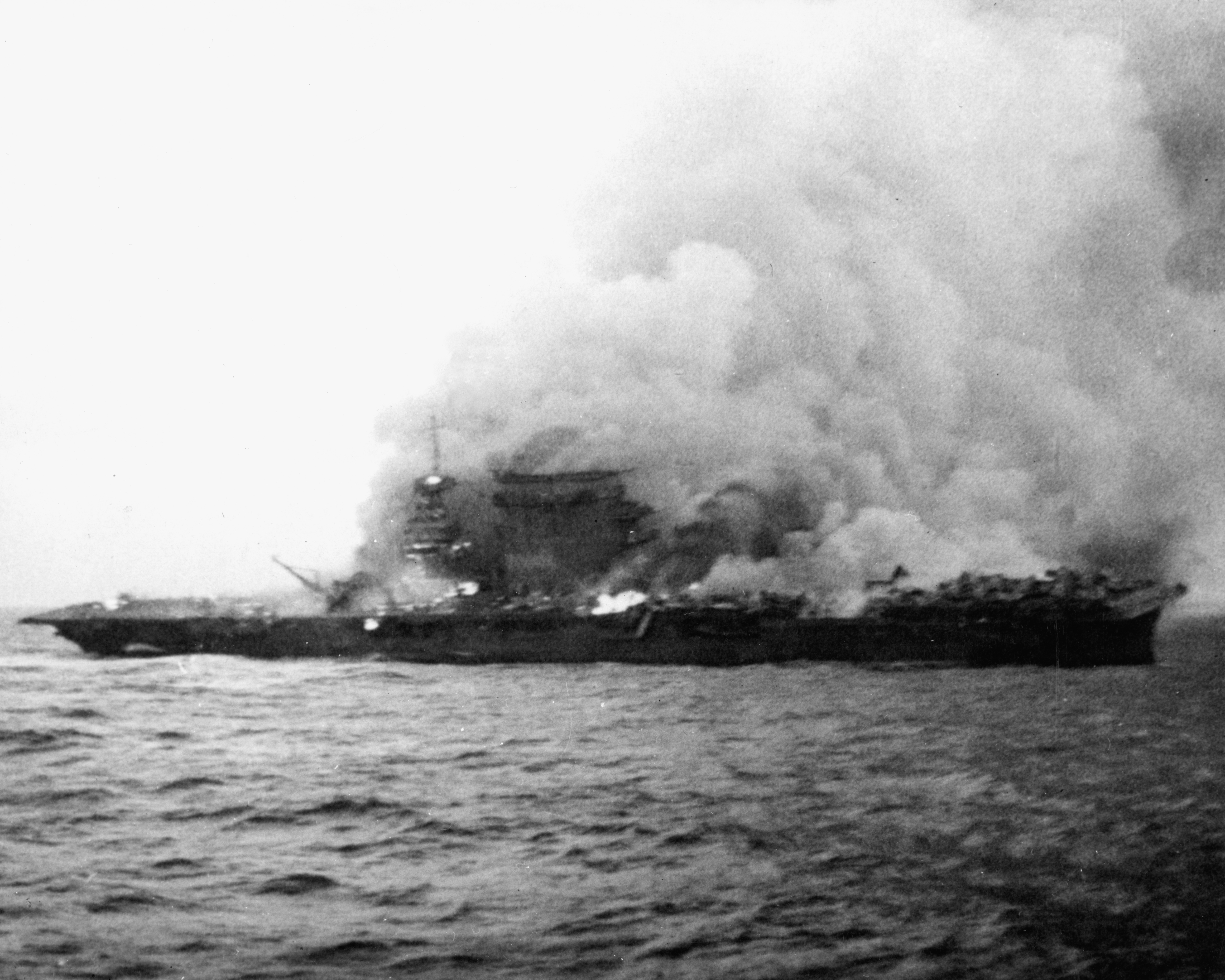
La portaerei Lexington, abbandonata dall'equipaggio e in preda alle fiamme

L'esito della battaglia del mar dei Coralli fu quindi una vittoria parziale delle forze giapponesi, ma nel Pacifico gli Alleati erano riusciti a impedire lo sbarco dei giapponesi in Nuova Guinea e, per la prima volta dall'inizio del conflitto, erano riusciti nell'impresa di contrastare efficacemente un'iniziativa dell'Impero del Sol Levante. Port Moresby sarebbe divenuto il trampolino che avrebbe permesso la riconquista dell'intera Nuova Guinea.
La battaglia era infatti, tatticamente, una vittoria giapponese: Takagi, nonostante avesse perduto la portaerei leggera Shoho, 44 aerei imbarcati e dovesse registrare danni sulla Shokaku, aveva distrutto la portaerei Lexington, 33 aerei americani e affondato il cacciatorpediniere Sims e la petroliera Neosho, e tali risultati sembravano confermare un'altra vittoria per le forze armate del Sol Levante. Da un punto di vista strategico, però, erano gli americani i vincitori: infatti Port Moresby era ancora in mano alleata e i giapponesi non avrebbero più avuto l'opportunità di arrivare così vicini alla conquista dell'Australia.
L'importanza della battaglia del Mar dei Coralli risiede anche nel fatto che fu la prima del suo genere, in quanto fu combattuta esclusivamente tra aerei imbarcati o tra essi e le navi dell'avversario, senza che i cannoni delle due flotte sparassero un solo colpo contro unità di superficie: rappresenta dunque una delle più importanti battaglie aeronavali della guerra del Pacifico e la novità della portaerei, nave che si rivelò strategicamente superiore alla corazzata.